# Рец
Рец (нем. Retz) — город в Австрии, в федеральной земле Нижняя Австрия.
Входит в состав округа Холлабрун. Население составляет 4112 человек (на 31 декабря 2005 года). Занимает площадь 45,01 км². Официальный код — 31037.

## Фотографии

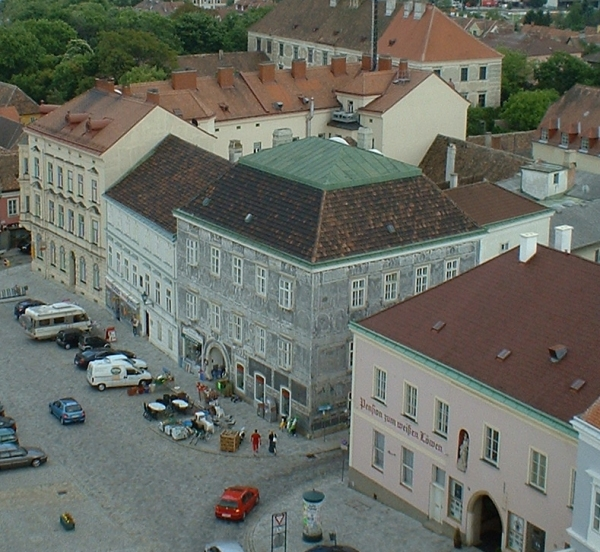
Дом сграффито
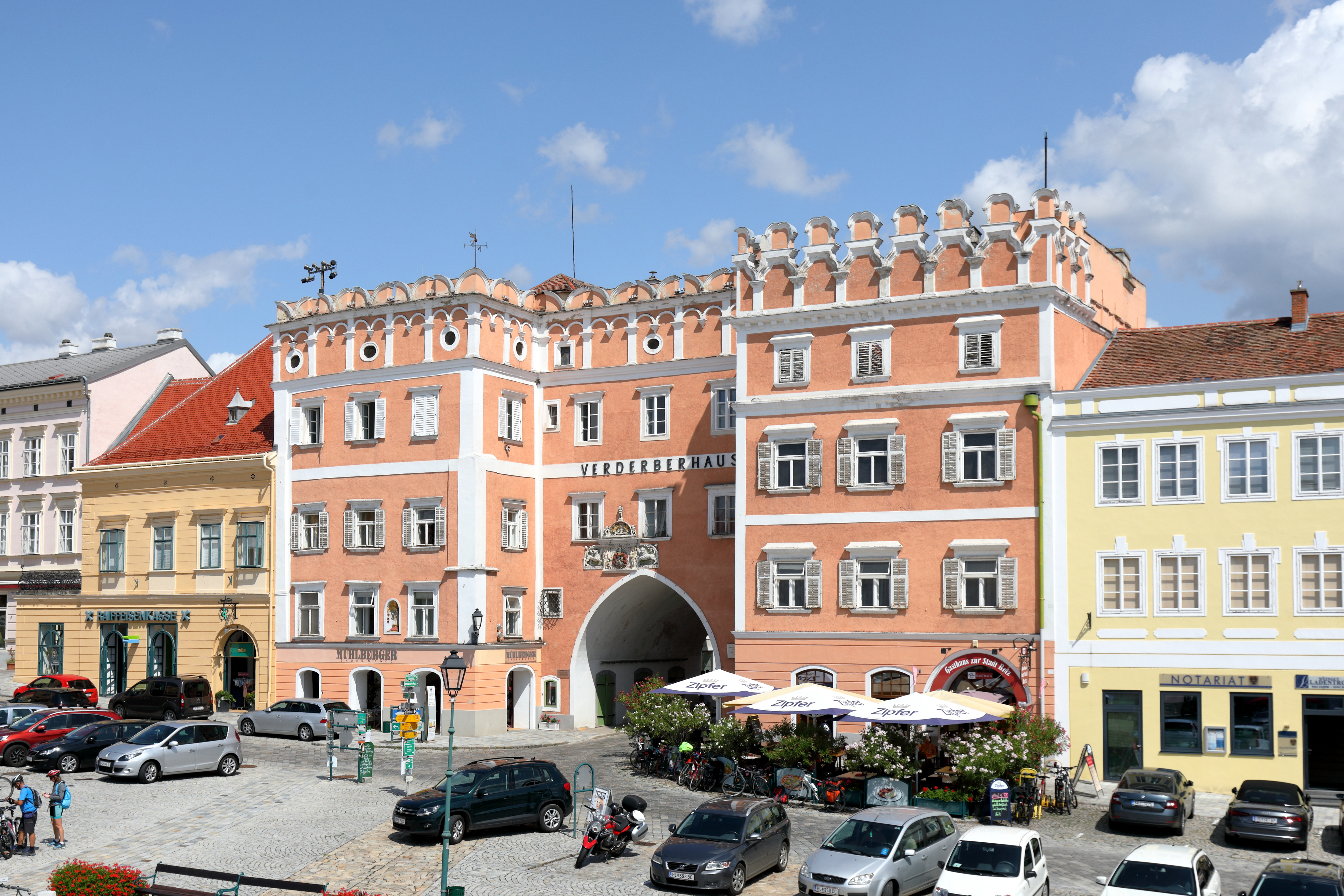
Вердерберхаус
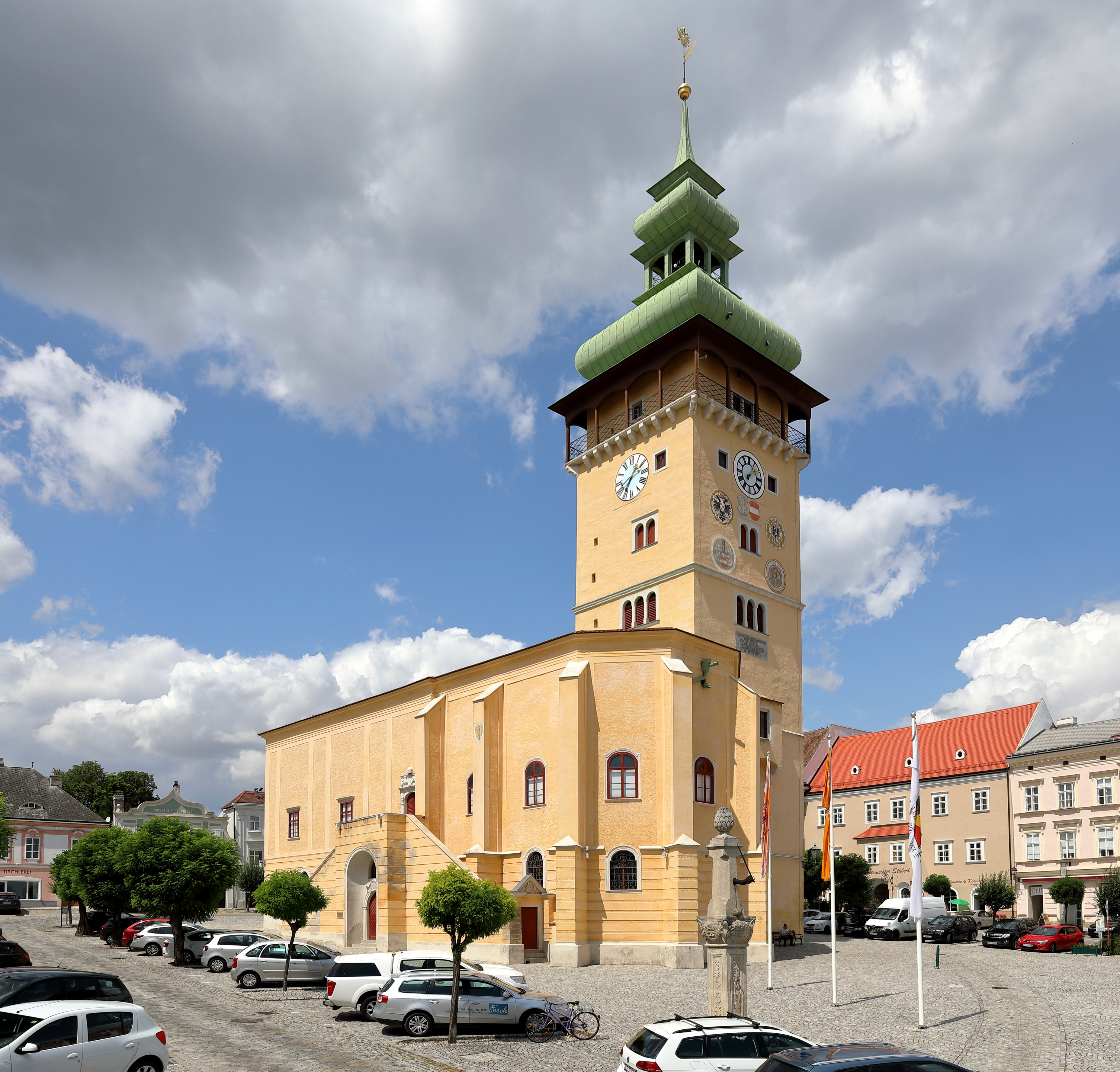
Ратуша
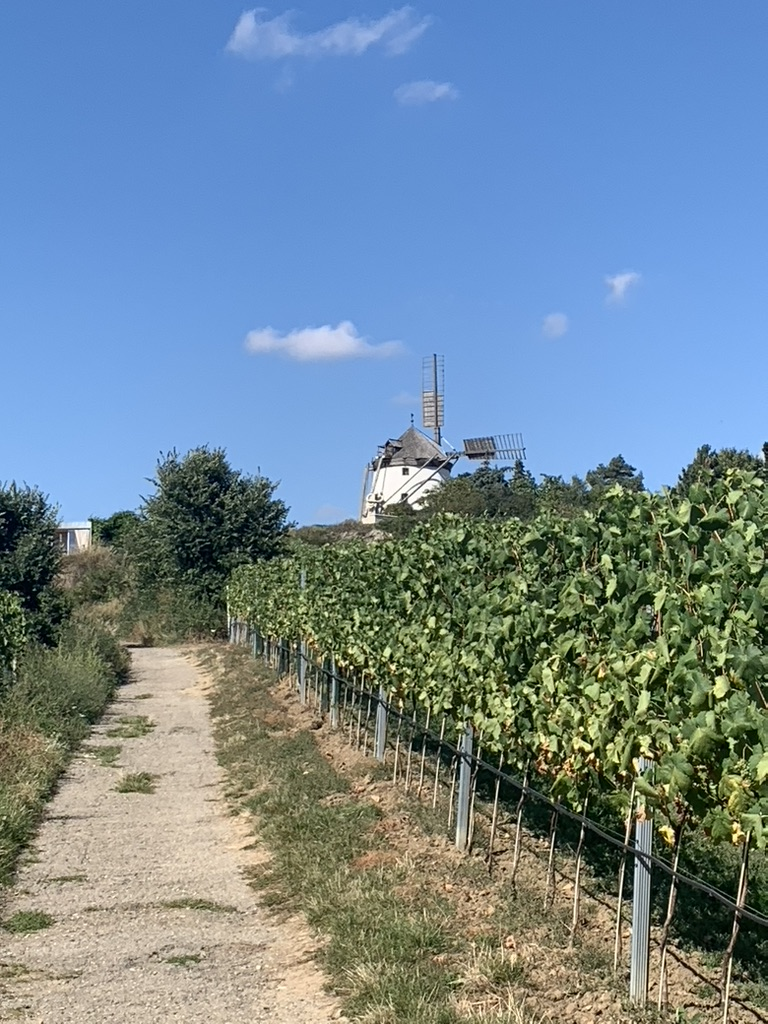
Виноградники у ветряной мельницы
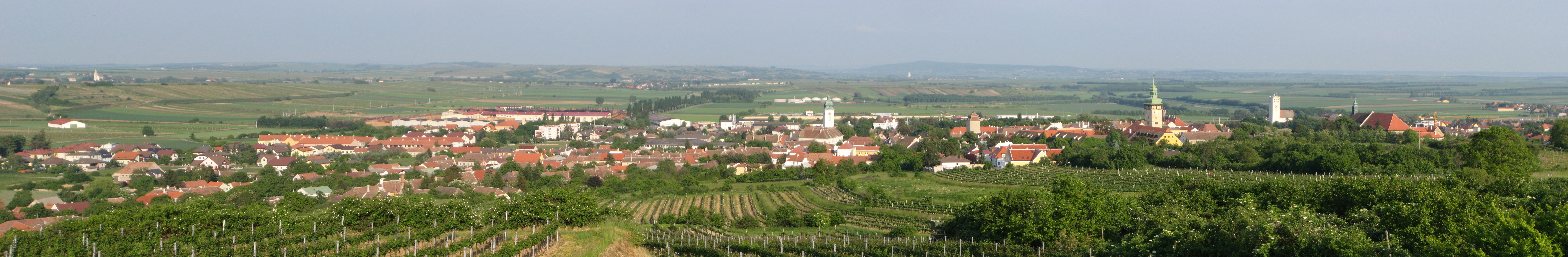
Панорамная фотография города

## Политическая ситуация
Бургомистр коммуны — Карл Хайлингер (АНП) по результатам выборов 2005 года.
Совет представителей коммуны (нем. Gemeinderat) состоит из 25 мест:
- АНП занимает 16 мест;
- СДПА занимает 8 мест;
- Зелёные занимают 1 место.